# Turistická značená trasa 4235
 Turistická značená trasa 4235 je 3,5 km dlouhá zeleně značená trasa Klubu českých turistů v okrese Trutnov spojující Hořejší Vrchlabí a Herlíkovice. Její převažující směr je severní.

## Průběh trasy
Turistická trasa má svůj počátek v Hořejším Vrchlabí na rozcestí s červeně značenou trasou 0406 vedoucí z Vrchlabí na Luční boudu. Trasa vede okrajovou zástavbou severním směrem ulicí Pod Žalým, poté se přimyká k Labi a pokračuje po pravém břehu proti jeho proudu ulicí Za Řekou. Míjí Skiareál Bubákov a přibývá do Herlíkovic na rozcestí se žlutě značenou trasou 7262 z Benecka na Hořejší Herlíkovice. Zde se trasa 4235 prudce stáčí k jihu a po asfaltové komunikaci stoupá ke spodní stanici lanové dráhy na Žalý, u které končí bez návaznosti na žádnou další turistickou trasu.

## Turistické zajímavosti na trase
- Kovárna v Hořejším Vrchlabí
- Kaple svatého Jana Nepomuckého v Hořejším Vrchlabí
- Skiareál Bubákov
- Lanová dráha Herlíkovice - Žalý